# 最终幻想XIV：暗影之逆焰
《最终幻想XIV：暗影之逆焰》是由史克威尔艾尼克斯开发的大型多人在线角色扮演游戏（MMORPG）《最终幻想XIV：重生之境》的第三部资料片，发行于Microsoft Windows、Mac OS X和PlayStation 4平台，并于2021年5月25日登陆PlayStation 5平台。该资料片于2019年7月2日在全球发行，于2019年10月15日于中国大陆发行。与之前的资料片一样，吉田直树担任总监和制作人，祖坚正庆负责配乐制作。
《暗影之逆焰》的故事发生在“第一世界”，这是与原初世界对应的平行世界，但已经濒临崩溃。玩家被传送到这个世界，并寻求恢复被光之泛滥破坏的土地的生命力。玩家的小队由被困在第一世界的拂晓同伴，以及无影爱梅特赛尔克组成，他旨在利用第一世界的荒芜在玩家的家乡引发一场灵灾。爱梅特赛尔克与玩家一同行动，无论玩家如何干预，对自己计划的成功充满信心。除了增加新区域外，资料片还提升了等级上限至80级，增加了两个职业，并引入了与NPC“亲信战友”一起探索迷宫的功能。
《暗影之逆焰》在发布时受到了广泛好评，并获得了部分游戏媒体“年度资料片”提名。评测者称赞了这个故事以及游戏对新玩家的友善，这两者都是此次开发过程中的重点。 2020年7月，史克威尔艾尼克斯宣布游戏账户数突破2000万。与之前的版本一样，大的内容更新计划每三个月发布一次。这些更新扩展了主线剧情，增加了新功能，并增加了支线任务，包括横尾太郎撰写的与《尼尔：机械纪元》联动的剧情，以及龙诗战争之后重建伊修加德中的人物和元素。由于COVID-19疫情，5.3版本的发布延迟了两个月。
剧情下接第四部资料片《最终幻想XIV：晓月之终途》。

## 玩法
《暗影之逆焰》的基础玩法与任务结构与2.0版本基本一致。与许多MMORPG一样，玩家可以与NPC互动，游戏世界将持续对玩家的行为做出反应。 战斗职业进行了大量调整，包括将最高等级提高到80级，加入新技能与优化旧技能，旨在让玩家玩不同职业的体验更加鲜明。坦克职业受到伤害时不会受到伤害惩罚。战斗资源比如魔法值被重新平衡以提高技能的易用性。加入了新的坦克职业绝枪战士和远敏职业舞者。绝枪战士的灵感来自《最终幻想VIII》，舞者的灵感来自世界各地的民间舞蹈，强调以舞蹈鼓励队友。这两个新职业从60级开始，有自己的职业任务故事线。开发团队加入一个新的坦克职业，平衡了主坦和副坦的数量，加入了一个新的远敏职业是因为之前远敏只有两个职业。他们没有增加新的治疗职业是为了保持现有三个治疗职业之间的游戏平衡。
在《暗影之逆焰》中，玩家可以选择探索迷宫时与亲信战友同行而不是其他玩家。亲信战友根据选择的组合还会有独有的对话。 亲信战友系统是根据《最终幻想12》中的Gambit系统进行适配和修改的。开发团队通过角色在战斗中的行为表现这些角色的性格。亲信战友系统是为了辅助不喜欢与他人一起游戏的玩家、减少玩家排本等待时间、以及帮助练习副职排本的玩家。任务系统也为作了调整，《暗影之逆焰》的支线任务等级会匹配玩家的等级水平。各战斗职业、采集职业、制作职业的职业故事在第一世界也得到了延续。
制作和采集职业在多次更新后进行了大幅优化，使其对新人更容易上手。冗余技能被修改或移除，加入了动作预期效果。制作和采集系统更新是围绕伊修加德重建而展开的。伊修加德重建是供采集职业和制作职业参加的一个大规模的公共工程项目，合作重建在龙诗战争中被毁的伊修加德住宅区。重建项目在几个补丁更新的过程中推进并提供奖励，包括了低等级玩家和高等级玩家。在3.0版本中出现过的云冠群岛作为大型开放世界面向采集职业开放，供玩家采集重建所需的材料。
其他许多系统也得到了更新。青魔法师加入了假面狂欢系统，通过挑战不同的BOSS获得奖励和称号，等级上限也提高到了70级。5.1版本加入了新的PvP模式昂萨哈凯尔，在这种模式下，玩家随机加入大国防联军的一方，模拟三方混战，背景设定上是为那达慕大会做准备，通过夺取控制点、击杀其他阵营玩家以增加队伍的得分。

## 情节

### 设定与角色
《暗影之逆焰》的故事发生在第一世界，这是从原初世界分裂出来的许多世界之一，是游戏故事主要的发生地。亿万年前，原初世界在海德林和佐迪亚克的斗争中，在海德林“分离世界的一击”中被分为十三个镜像世界，海德林也战胜了佐迪亚克。 当时幸存下来的古代人是一群强大的法师，称为“无影”，他们试图通过重新将镜像世界并入原初世界来使得佐迪亚克复活，但这会导致镜像世界消灭，并在原初世界引起“灵灾”。无影操纵了第一世界的光之战士，消灭了黑暗，这使第一世界的光与暗严重失衡，在第一世界引发了“光之泛滥”，使大地变得荒芜并消灭了绝大多数人口。“光之巫女”敏菲利亚，也是玩家的好友之一，在拿巴示艾兰阻止了光之泛滥的进一步前进。剩下的人挣扎着在余波中幸存下来，但被食罪灵、怪物所困扰，这些怪物还会将他们的受害者变成更多的罪食灵。 
诺弗兰特是唯一剩下的未被光吞噬的大陆，大致对应于原初世界的艾欧泽亚地区，下属区域也是类似于原初世界的区域。雷克兰德是水晶塔的所在地，水晶塔是一座在100年前出现的闪闪发光的巨塔。光之泛滥之后，一位睿智的法师水晶公带领人们在塔脚下建立发展起来了水晶都，作为防御工事以抵御罪食灵。这里的人们合作在这片后世界末日的土地上生存，分享农业、医学和自卫方面的专业知识。相比之下，在珂露西亚岛的游末邦，它的富裕居民生活在懒惰和奢侈中等待世界末日。游末邦的领袖沃斯里建造了这个建立在奴隶劳动上的天堂，游末邦门口的贫民们争夺能够服务贵族的机会以期进入游末邦生活。矮人族是拉拉菲尔族在第一世界的对应种族，生活在山中。在珂露西亚岛，他们以矿工和铁匠为生，他们在第一世界被认为是蛮族。珂露西亚岛使用了七姐妹岩视觉设计参考。拉凯提卡大森林是夜之民的家园，他们的宗教在光之泛滥之后的几年中发展并预言了暗之战士将驱散光明，让夜空回归。该地区的建筑的灵感来自吴哥窟和中美洲文明。伊尔美格是一个妖灵族居住的被魔法笼罩的土地，这里有妖灵族、水妖族、阿马罗等种族，他们在被光之泛滥摧毁的前孚布特王国的建筑中栖息。最后，安穆·艾兰是敏菲利亚阻止光之泛滥的地方，是大片的沙漠。光之泛滥的结晶光散落在景观中。在此以外的地方，只剩下在光之泛滥的冲击后，被光所覆盖的荒凉地区。
在进入《暗影之逆焰》之前，玩家的盟友，也就是“拂晓血盟”的成员，一一陷入了昏迷，包括阿尔菲诺、阿莉塞、桑克瑞德、雅·修特拉和于里昂热。这种病似乎带走了他们的灵魂，留下了他们完好无损的身体。联军和加雷马帝国的冲突再次升级，帝国重新开始生产化学武器“黑玫瑰”，这是一种使身体麻痹并停止一切以太活动的化学武器，帝国准备将其投入实战，并准备报复阿拉米格在《红莲之狂潮》中的独立战争。同时，加雷马帝国的实际缔造者爱梅特赛尔克，加速了他摧毁第一世界的计划。他渴望通过复活佐迪亚克，拯救他的古代人同胞。作为原生种无影，他认为世界分裂后产生的生命是不完整的，不配与古代人同胞相提并论，因此毫不犹豫在他的追求过程中要根除它们。 

### 故事
《暗影之逆焰》以光之战士的身份开启。受到母水晶祝福的冒险者，在精神干扰的引导下到达水晶塔“以避免一个毁灭性的未来”。在这里，冒险者找到了一件物品，它将冒险者完全传送到了原初世界的一个镜像世界“第一世界”中。
第一世界在光之泛滥下已经濒临崩溃。冒险者被带到水晶都并遇到了水晶公，水晶公表示他是将冒险者召唤过来的人，冒险者及拂晓血盟同伴的昏迷并不是故意的，他召唤冒险者的咒语不够完善，反而将他们的灵魂带到了第一世界。此外，时间在原初世界和第一世界的流动速率不同，所以拂晓血盟的成员已经来了多年了。水晶公解释说，第一世界即将被光吞噬，它的毁灭也会使原初世界的灵灾迫在眉睫，拂晓血盟的成员们也在寻找方法来阻止。冒险者然后遇到了他们的仙女伙伴菲奥和阿尔伯特的灵魂，也就是第一世界的光之战士的领袖。阿尔伯特透露，自敏菲利亚将他和他的同伴送回他们的世界阻止光之泛滥已经过去了一百年。他的同伴牺牲了自己给敏菲利亚阻止光之泛滥提供力量，阿尔伯特变成幽灵一样徘徊在诺弗兰特，作为光的附属生物“食罪灵”在第一世界的大地上捕食幸存者的看不见的见证者。
冒险者首先找到双胞胎阿尔菲诺和阿莉塞。阿尔菲诺去了游末邦以了解其繁荣的本质，而阿莉塞则在安穆·艾兰的上路客店帮忙照顾即将实施安乐死的食罪灵袭击的受害者。带着双胞胎，冒险者拯救了一个受到攻击的雷克兰德村庄。食罪灵由被称为灵光卫的强大的食罪灵领导，尽管灵光卫之前已经被杀死，但他们不能被永久摧毁，因为他们自己的光芒会淹没他们的杀手并将他们变成一个新的灵光卫代替他们的位置。然而，水晶公解释说海德林的祝福能阻止冒险者变成新的灵光卫。
随着夜空回到雷克兰德，水晶都的市民们开始窃窃私语暗之战士回来了，他将消灭光的力量。黑夜的降临激怒了游末邦的统治者沃斯里，因此他派遣他的将军兰吉特找到水晶公，要求不得夺回黑夜。水晶公拒绝了兰吉特，并帮助玩家与桑克瑞德重逢，并遇见了名为敏菲利亚的少女，桑克瑞德从兰吉特的监护下偷偷带走了敏菲利亚。这个敏菲利亚据说是最新的敏菲利亚的化身，敏菲利亚长期以来被称为是“光之巫女”。队伍撤退到伊尔美格：妖灵族的仙界，菲奥的故乡。小队与于里昂热重逢，得知妖灵王缇坦妮娅在击败威胁伊尔美格的人后，变成了灵光卫。冒险者收集了必要的物品解除了缇坦妮娅的城堡的封印，击败了缇坦妮娅，夺回了伊尔美格的黑夜。菲奥接替了妖灵王的称号，召集妖灵族驱逐赶来的游末邦军队。当队伍准备与雅·修特拉会面时，加雷马帝国皇帝索鲁斯出现在他们面前，原来他的真实身份是无影爱梅特赛尔克。他介绍了无影行动的原因。
当到达拉凯提卡大森林时，队伍犹豫着是否要相信爱梅特赛尔克的说辞。在与 雅·修特拉紧张重逢后，队伍遇到了维斯女性战士，探索她们保护的隆卡文明的遗址。维斯部族帮助队伍找到该地区的灵光卫并将其消灭。爱梅特赛尔克此后不久揭示了海德林和佐迪亚克的真相：他们是最原始文明的产物，海德林是大分裂的起因，佐迪亚克是在避免大灾难之前创建的。之后，冒险者无意中听到 雅·修特拉与于里昂热交谈并得知冒险者的以太改变，雅·修特拉能够察觉到冒险者体内以太的不平衡。
小队认为他们需要原初的敏菲利亚的建议，但这意味着现在的敏菲利亚将不复存在。当桑克瑞德阻止兰吉特时，冒险者和“敏菲利亚”前往拿巴示艾兰，原初的敏菲利亚在那里阻止了光之泛滥。现在的敏菲利亚决心继续走下去拯救世界，原初的敏菲利亚决定停止存在并给予女孩她的力量，同时告诉她做她自己。年轻的敏菲利亚命名为“琳”。紧接着，小队打败了安穆·艾兰的灵光卫。琳发现，游末邦的灵光卫就是沃斯里，爱梅特赛尔克透露无影说服了沃斯里的父亲，为他未出生的儿子注入灵光卫的力量。沃斯里被迫逃离，但最终被追杀和击败。现在冒险者身上的光已经超载了，并开始转变为灵光卫。水晶公揭示了他的真实身份——冒险者的老朋友，古·拉哈·提亚，为了救下冒险者，水晶公开始将冒险者身上的光转移到自己身上，但是被爱梅特赛尔克一枪阻止，结束他们之间的休战，因为冒险者未能通过他的测试，不能承受光之以太。爱梅特赛尔克将古·拉哈·提亚带到了黑风海。
虽然琳阻止了冒险者的转变，但是无尽之光再次笼罩诺弗兰特。冒险者得知古拉哈从第八灵灾穿越而来，第八灵灾中帝国用黑玫瑰杀死了大量人员。在多年后的战争中，幸存的居民联合起来一起避免他们的命运，唤醒水晶塔内的古·拉哈·提亚，使用西德·加隆德的笔记使其能够穿越时空。小队追踪爱梅特赛尔克到黑风海深处，在那里他们发现他创造了失落的文明亚马乌罗提的模拟物。爱梅特赛尔克对冒险者进行测试时仍然不为所动，仍然打算恢复原始世界和他的为创造佐迪亚克牺牲的人。当冒险者即将被光吞噬时，阿尔伯特的灵魂再次出现，将自身的力量借给冒险者，融入冒险者的身体以稳定光之力。爱梅特赛尔克放弃了他的头衔，以他的真名“哈迪斯”与冒险者战斗，最终阿尔伯特的灵魂化成巨量以太将其击杀。最终，爱梅特赛尔克只是要求冒险者记住他们曾经活着。事后小队与古·拉哈·提亚重聚，现在要寻找一种方法将小队送回原初世界。
视线回到原初世界，埃斯蒂尼安和盖乌斯潜入加雷马宫，以防止黑玫瑰被使用。但他们被从“调停者”艾里迪布斯手中夺回自己的身体的芝诺斯阻拦。芝诺斯杀害了他的父亲瓦厉斯，防止他进一步干扰他与冒险者的“比赛”。

#### 拂晓回归
随着第一世界不再面临迫在眉睫的危险，水晶公找到了一位名叫拜克·拉各的女巫法师来帮助他寻找回归之路，他们需要在他们昏迷的身体消亡之前回到原初世界。同时，游末邦的富人们决定分享他们的财富并创造一个更公平的社会，选举采·努兹为游末邦元首。冒险者返回原初世界通知盟友他们的进展，劳班和盖乌斯告知了冒险者关于瓦厉斯被杀害的消息，帝国陷入混乱，盖乌斯补充说，他和埃斯蒂尼安在逃出过程中遇到了其中一个帝国的最新武器。
冒险者回到第一世界后，小队决定告诉人们光之泛滥的历史和最初的光之战士的真相。但他们发现艾里迪布斯已经来到第一世界，拥有阿尔伯特的长相，使民众听到母水晶的呼唤，告诉人们是他们最初的自我力量的碎片，而不是来自海德林的礼物。小队怀疑艾里迪布斯的动机，但不能凭良心反对那些想要追随他们脚步的人，于是重新专注于研究以太运输作为一种可能的回家的方式，同时寻找成为海德林核心的古代人维涅斯的档案，以及成为佐迪亚克核心的艾里迪布斯的档案。当调查的时候，艾里迪布斯揭示了重现光之战士的目的，为爱梅特赛尔克和拉哈布雷亚报仇。雅·修特拉推断，根据古代人的记载，艾里迪布斯是原生种古代人，从佐迪亚克的核心分离而来。此外，艾里迪布斯被揭示为光之战士传说的鼻祖，正在利用人们的信仰增加他的力量。
艾里迪布斯袭击了古·拉哈·提亚和拜克·拉各，从吸魂晶中获得了召唤他人的方法，从其他世界召唤光之战士攻击拂晓小队。冒险者赶回水晶塔并面对艾里迪布斯，艾里迪布斯变身成为初代光之战士。冒险者表现出与之前的一个无影有关系，他们和古·拉哈·提亚击败了艾里迪布斯并将他的本体封印在水晶塔。但是古·拉哈·提亚在这个过程中过度使用他的能量，身体完全结晶，最终将他的记忆注入其中一个吸魂晶。其他人返回了原初世界中的身体，冒险者继续前往水晶塔并唤醒了古·拉哈·提亚，为他注入未来自我的灵魂和他加入拂晓小队时的回忆。与此同时，转生种无影法丹尼尔得知原生种无影全灭，辅佐他的盟友芝诺斯篡夺皇位并计划他与冒险者的重逢。

#### 末日序曲
在拂晓小队返回原初世界后，他们了解到艾欧泽亚联盟利用加雷马的内战时机，将资源用于与蛮族部落展开和平谈判。 阿莉塞认为这是一个机会，可以根据她找到治疗的方法，以及与那些被食罪灵感染的人一起的经历，成功将被泰坦影响的地灵族小孩噶埠治愈。在利姆萨·罗敏萨，拂晓帮助提督解决了一场与一个持不同意见的海盗派系的纠纷，并最终治愈了地灵族族长。
此时，神秘的塔开始出现，正如法丹尼尔所揭示的，作为终末使徒的成员，他自己向拂晓解释了艾里迪布斯的死亡使他摆脱了无影复活古代人的使命，他打算召唤一次灵灾，重现世界末日的崩溃，威胁要用他所乘坐的真月巴哈姆特来摧毁整个原初世界的城市。拂晓决定调查末日塔，而可露儿和塔塔露开始寻找埃斯蒂尼安，以求抗衡真月巴哈姆特。
拂晓在阿拉米格与同盟军开会，莉瑟透露她在那里遭到了一名侦察兵的袭击，该侦察兵在调查末日塔的时候突然变得忠诚于加雷马帝国，表现类似被蛮神精炼。劳班随后透露了他打算派遣第二个侦察队，由芙朵拉和阿尔菲诺的朋友阿雷恩瓦尔德组成，他们都拥有超越之力，因此不受精炼的影响。在会议之后，冒险者、阿莉塞、古·拉哈·提亚与埃斯蒂尼安会合，前往魔大陆从巨龙提亚马特那里收集有关真月巴哈姆特的信息，了解到是美拉西迪亚龙召唤了他。冒险者一行将提亚马特从拘束具中解救出来，解除了巴哈姆特精炼的影响，提亚马特发誓要帮助她的子孙从巴哈姆特的灾难中走出来。他们前往帕戈尔赞以协助同盟军和当地的蜥蜴人族抵御真月巴哈姆特领导的终末使徒的袭击。回到乌尔达哈后，娜娜莫将芙朵拉和阿雷恩瓦尔德的情况告知了众人，他们了解到被终末使徒抓住的蜥蜴族人已被用来召唤一个类似于伊芙利特的实体，阿雷恩瓦尔德身负重伤，同时还了解到在源头上看到了更多这样的实体。随后拂晓众人返回石之家，在那里可露儿提议向萨雷安请求帮助揭露终末使徒的动机，而埃斯蒂尼安接受邀请加入拂晓。
艾欧泽亚联盟军和各蛮族在阿拉米格王宫召开会议，搁置分歧，联合起来对抗终末使徒。与此同时，萨雷安的使者来到艾欧泽亚，这位使者正是阿尔菲诺和阿莉塞的父亲：富尔什诺·莱韦耶勒尔。在与嘉恩·艾·神纳的会面中，富尔什诺表示萨雷安拒绝帮助艾欧泽亚，并将与他信念不合的阿尔菲诺和阿莉塞逐出家门，因为萨雷安认为艾欧泽亚对末日的宣称是毫无根据的，萨雷安要继续保持中立，这受到了阿尔菲诺和阿莉塞的反对。联盟军又收到消息，终末使徒正在向加尔提诺平原进军，那里是以太流动的节点之一，最终拂晓和联盟军成功地击退了终末使徒和他们的生物。而后，拂晓众人决定前往旧萨雷安，因为他们认为萨雷安哲学家议会故意隐瞒了有关终末的知识。当拂晓众人发现末日塔正在从土地本身中吸取以太时，光之战士瞥见了一个转瞬即逝的人物，警告他们即将到来的世界末日。法丹尼尔开始做最后的准备，打开“众神之门”以实现他的目标，而芝诺斯则放弃了他的武士刀，为他与光之战士的最后对抗做准备。 

## 开发

### 主要内容
《暗影之逆焰》的规划于2017年5月开始，即前一个资料片《红莲之狂潮》发布前一个月，由制作人兼导演的吉田直树以及主要编剧石川夏子和织田万里组成的“剧本小组”负责。对于吉田来说，《暗影之逆焰》的主题是“挑战假设”。他想挑战传统故事中“光明”等同于“好”的假设，并挑战开发团队提供一个可能让玩家感到惊讶的资料片。亲信战友系统颠覆了传统MMORPG必须与人组队一起玩的传统认知。最后，吉田挑战玩家，让玩家将《暗影之逆焰》与《最终幻想》系列中的正统续作进行比较。
开发过程中的另一个重点是使游戏对新玩家更加友好。亲信战友系统旨在帮助那些熟悉单机RPG和其他《最终幻想》游戏的人在没有其他玩家压力的情况下练习多人游戏内容。新的舞者职业旨在让初学者也能轻松上手。团队对旧任务奖励进行了调整，以帮助新玩家更快地赶上玩《暗影之逆焰》的朋友。此外，更新了《红莲之狂潮》中引入的冒险录和等级直升包，允许玩家直接跳到《暗影之逆焰》。伊修加德重建以及对制作和采集职业的相关更改也使得相关系统更加易用。最后，昔日重现功能和简化《重生之境》任务线共同改善了新玩家在冒险开始时的体验。开发团队重新设计了《重生之境》的主线任务的各个方面，删改了一些部分，以在不破坏故事的情况下改善节奏，并在《重生之境》的地图开放了坐骑飞行。昔日重现功能允许玩家重玩他们已经完成的主线和支线任务。 
吉田指示创作团队，主线故事要满足三个要求：发生在另一个维度的世界、需要成为“暗之战士”、利用新开发的亲信战友系统与拂晓同伴一同冒险。在《红莲之狂潮》发布后不久，吉田就想到了重返第一世界的暗之战士和敏菲利亚。在完成阿拉米格的解放后，创作团队认为这是一个正确的时机。他们还将它与古·拉哈·提亚和《重生之境》的水晶塔故事情节联系起来。在第一世界，环境淹没在光中。多个团队致力于提供这种“沉重而压抑的光”效果：美术团队调整了色彩平衡，以避免各种环境看起来过于相似。音效团队设计了一种“光晕”音效，在充满光的区域播放。它表现为一种具有高频和低频的环境声音，旨在唤起一种不安和窒息的感觉。设计第一世界的另一个挑战是将它与原初世界区分开来。尽管拥有相同的种族，不同的团队需要考虑 一万年不同的历史将如何影响其文化。
结合更广泛的主题，《暗影之逆焰》挑战了胜利者书写的历史是“正确的”的假设。织田万里受到了《皇家骑士团2》的启发。在第一世界，矮人族被认为是蛮族，与第一世界不同，这是胜利者的政治如何影响历史解释的一个反映。石川和织田希望让玩家更好地了解古代人的观点和动机，因为他们以前一直是个谜。他们选择爱梅特赛尔克来传达这一点，因为他与加雷马帝国的建立有联系，他的个性受到加勒比海盗系列的杰克·斯派罗的影响。织田小心翼翼地不让他与《最终幻想XV》的反派亚丹·伊祖尼亚过于相似。爱梅特赛尔克解释了他的历史，使古代人人性化并帮助玩家了解他们的目标。石川将爱梅特赛尔克描写为一个行为“骇人听闻”的角色，但他的背景使他“在某种程度上具有相关性”。她喜欢在玩家中唤起这种紧张和矛盾的情绪。
与《暗影之逆焰》一起发布了两个新的可玩种族：维埃拉族和硌狮族。维埃拉族基于伊瓦莉斯联盟游戏中的同名种族，硌狮族基于《最终幻想X》中的种族。玩家只能选择前者的女性和后者的男性。吉田解释说，资源限制使团队无法将所有性别添加到两个种族中，主要是需要重新设计和调整现有所有装备以适应新的角色模型。在设定中，男性维埃拉族和女性硌狮族极为罕见，通常与其他社会隔绝。在选择这两个种族时，开发团队希望满足玩家对维埃拉族的“压倒性渴望”，并增加“兽人”硌狮族可用的身体类型的多样性。
与《红莲之狂潮》一样，《暗影之逆焰》有许多客串嘉宾来协助设计。第一个是横尾太郎，他根据《尼尔：机械纪元》为这款游戏的24人大型副本撰写了剧情。吉田喜欢与外部创作者合作，因为他们提供了不同的视角，并且可以挑战开发团队尝试新想法。玩家们对尼尔主题服装的要求淹没了团队，但吉田想等待创造一个更彻底和更深入的联动。在“寄叶·暗黑天启”系列任务中，冒险者与矮人双胞胎阿诺古和科诺古一起调查一个充满机器生命形式的废墟现场，并开启了后续的故事。除了故事之外，这一系列副本还借鉴了《尼尔》的游戏机制和角色模型，后者由《尼尔：机械纪元》的开发商白金工作室提供。由于横尾以在游戏结束时删除玩家的存档而闻名，他开玩笑地威胁要在尼尔联动故事的结尾删除《最终幻想XIV》的所有玩家和服务器数据。另一位客串嘉宾是野村哲也，他受邀为“伊甸”系列副本提供角色设计，设计灵感来自《最终幻想VIII》的生物。吉田认为野村的设计是《最终幻想》的“精髓”，并希望他的作品能在《最终幻想XIV》中得到体现。最后，松野泰己撰写了“天佑女王”的故事情节，这是《红莲之狂潮》中“重返伊瓦利斯”故事的延续，它基于一个从未制作过的《放浪冒险谭》的未使用想法。
对于预购玩家，《暗影之逆焰》于2019年6月28日开启抢先体验，2019年7月2日正式发布。为了提高画面质量，对32位Windows系统和DirectX 9渲染库的积极支持随着抢先体验的推出而结束。为了促销，史克威尔艾尼克斯拍摄了一个商业广告，其中汤姆·霍兰德接受力量训练成为暗之战士，而他的室友汉尼拔·布雷斯抱怨说，玩电子游戏不需要这种训练。该游戏的Xbox版本于2019年11月公布将要推出。吉田表示，他对Xbox版本的主要要求是与PlayStation和PC版本的跨平台兼容性。在后续更新过程中，除推迟5.3补丁的发布之外，COVID-19大流行还迫使史克威尔艾尼克斯取消了在波士顿举行的PAX East 2020活动、在东京举行的《最终幻想XIV》摇滚音乐会以及在伦敦、圣地亚哥和东京举行的三场《最终幻想XIV》粉丝节活动。

### 音乐
除了担任音乐总监的职责外，祖坚正庆还创作了本作中大部分音乐，超过50首曲目。由于健康问题，植松伸夫没有参与制作。因此，本作由祖坚正庆负责创作主题《Shadowbringers》。《Shadowbringers》是《最终幻想》系列中第一个以吉他为主导乐器的主题。Godhead乐队的Jason C. Miller与Amanda Achen-Keenan一起为这首歌献声。祖坚在本作中最喜欢的歌曲是《Tomorrow and Tomorrow》（《明日与未来》），同样由Achen-Keenan演唱，反映了主题。两首歌的开头相似，但《Shadowbringers》是小调，《Tomorrow and Tomorrow》是大调，象征着生活可以走的不同道路。石川解释说，后者是将火炬传递给下一代。歌手的观点是故意模棱两可的，可以合理地指代许多角色。祖坚正庆使用从早期资料片中的曲目进行混音作为训练声音团队新成员的机会。
《最终幻想 XIV：暗影之逆焰》的原声带包含从4.4补丁到5.0版本的音乐，总共88首曲目。该专辑由史克威尔艾尼克斯于2019年9月11日以蓝光光盘形式发行，其中包含游戏内宠物“朱雀机关人偶”的激活码。Hardcore Gamer的Fran Soto称赞了配乐的黑暗氛围和“现代声音”，包括《Shadowbringers》中歌词的表情达意。Massively OP的Justin Olivetti更喜欢Boss战主题曲《Insatiable》（《貪欲》），因为它“具有脉动的节拍感”。在音乐对游戏影响的评论中，Kotaku的Heather Alexandra称赞了祖坚配乐的多功能性和通过他的音乐推动故事节奏的能力。她提到了亚马乌罗提的主题曲《Neath Dark Waters》（《冥き水底 ～テンペスト：深部～》），背景中的节拍式滴答声倒计时对应这个文明的毁灭。RPGFan的Caitlin Argyros同样指出，这件作品是祖坚重新编曲天赋的一个例子。她还喜欢贯穿整个配乐的《Shadowbringers》主题曲中反复出现的主题。粉丝最喜欢的一首歌曲是《Civilizations》（《シヴィライゼーションズ ～ラケティカ大森林：昼～》），这是拉凯提卡大森林白天的主题曲，它的主要歌词“la hee”成为社区中的名梗。
2021年5月，在《最终幻想XIV》数字粉丝节期间，祖坚首次对外公布他在2020年的大部分时间里一直在接受化疗以治疗癌症，并补充说癌症正在缓解。祖坚对大多数开发团队成员隐藏了情况，并在医院为《暗影之逆焰》的补丁内容做了一些工作。

## 版本更新
更新时间：2021年8月
| 版本 | 标题               | 全球上线日期   | 中国大陆上线日期 | 主要内容 |
| ---- | ------------------ | -------------- | ---------------- | --- |
| 5.0  | 暗影之逆焰         | 2019年7月2日   | 2019年10月15日   | 第一世界剧情、伊甸希望乐园 觉醒之章                                                                                         |
| 5.1  | 纯白誓约、漆黑密约 | 2019年10月29日 | 2020年2月4日     | 复制工厂废墟、魔法宫殿宇宙宫、哈迪斯孤念歼灭战、亚历山大绝境战、昂萨哈凯尔（PvP）、伊修加德重建开始、昔日重现模式加入       |
| 5.2  | 追忆的凶星         | 2020年2月18日  | 2020年7月21日    | 伊甸希望乐园 共鸣之章、黑风海底阿尼德罗追忆馆、红宝石神兵、博兹雅堡垒追忆战、义军武器                                       |
| 5.3  | 水晶的残光         | 2020年8月11日  | 2020年12月1日    | 人偶军事基地、暗影决战诺弗兰特、光之战士歼灭战、博兹雅南部战线、希瓦幻巧战、优化2.0任务并开放2.0地图飞行                    |
| 5.4  | 另一个未来         | 2020年12月8日  | 2021年4月6日     | 伊甸希望乐园 再生之章、魔术工房玛托雅工作室、绿宝石神兵、女王古殿、伊修加德重建完成、泰坦幻巧战、青魔法师等级上限提升至70级 |
| 5.5  | 死斗至黎明         | 2021年4月13日  | 2021年8月10日    | 希望之炮台：“塔”、黄金平原帕戈尔赞草原、钻石神兵、利维亚桑幻巧战、扎杜诺尔高原、4K UI、地图加载机制修改                     |

## 评价
《暗影之逆焰》是自2006年《最终幻想XII》发售以来获得最高评价的《最终幻想》系列游戏。许多评论家认为这是多年来最好的《最终幻想》故事，甚至有人认为它是最佳《最终幻想》系列游戏的竞争者。Metacritic显示，分别基于25和18条评测，它的PC和PlayStation 4版本均获得了“普遍积极”的评价。在OpenCritic的46条评测中，有98％推荐该游戏，最高评论家平均得分为91分。史克威尔艾尼克斯在一份投资者报告中披露，本资料片为公司的净销售额、营业收入和付费订户的增长做出了贡献。自2019年7月资料片推出以来的前六个月，有200万玩家加入了该游戏，全球总人数达到1800万。并于2020年中旬达到2000万。
几乎所有评测者都赞扬了故事剧情的表现。 USgamer的Mike Williams认为资料片的中心主题是“人们在绝望时期的成长和扭曲”。他指出，水晶都的利他合作与游末邦自私的享乐主义之间的对比展示了不同的人对一个垂死世界的不同回应。Polygon的Julia Lee将游末邦与《最终幻想VII》中米德加的圆盘所代表的阶级划分进行了比较。许多评测者观察到第一世界的光之泛滥与气候变化的蠕变而带来的灾难性影响之间存在相似之处。Kotaku的Heather Alexandra感叹，在与气候有关的崩溃发生之后，贫富差距可能会导致现实世界中出现奴隶社会，如游末邦一样。她进一步将破坏亚马乌罗提的“不受限制的创造力”与人类创造力在引发气候危机中的作用联系起来。
《暗影之逆焰》的角色塑造也赢得了赞誉，特别是阿尔伯特和爱梅特塞尔克。 IGN的Kyle Campbell说，阿尔伯特在每次执行任务后向英雄交谈时的演出“夺走了观众的眼球”。VG247的Natalie Flores认为，爱梅特塞尔克虽然是个配角，但对该角色的描写对系列来说是高水准的。她赞扬编剧石川夏子很好的平衡了他的反派、同情心、对至高理念的追求几个特点。Messner称爱梅特塞尔克为“自凯夫卡以来最好的《最终幻想》反派”。Alexandra赞赏他带给玩家小组带来“对抗性”，但“真正好玩”。她将爱梅特塞尔克的吸引力的一部分归功于配音演员RenéZagger。但是，她批评在描绘沃斯里时使用的疏离性的言语。总体来说，配音得到了好评。许多评测者还喜欢亲信战友在战斗中的对话带来的身临其境的感受，并且更喜欢首次探索迷宫副本使用亲信战友。
另一个值得称赞的点是游戏对新玩家的友善程度。尽管它与过去的故事有联系，但在新的世界中进行扩展可以使创作者重新介绍现有的角色。Waypoint的Ricardo Contreras比较了资料片和《命运2》对新玩家的体验。多个评测者认为亲信战友系统很有价值，既可以帮助玩家学习机制，又可以缩短迷宫排本的等待时间。Game Informer的Daniel Tack和PC World的Leif Johnson告诫不要购买付费的“剧情包”和“直升包”，建议玩家亲自体验故事。
评测者注意到了游戏对第一世界的背景设置。伊尔美格通常用作资料片的多样化调色的样板，Lee说“它看起来与《最终幻想XIV》中的其他东西不一样”。Williams称赞雷克兰德的“充满活力的紫色森林，可通往水晶都中心宏伟的水晶塔”。Carter认为游戏中的安穆·艾兰与其他沙漠地区非常相似，但他同意其他新地区给人留下深刻的印象。游戏性的评价主要集中在新职业和节奏上。在绝枪战士和舞者之间，后者受到更多的赞扬。Campbell谈到了职业主题和游戏玩法之间的同步性，称其“充满实用性，令人兴奋”。相比之下，Williams则认为绝枪战士缺乏明确的特点，并且“在任何一个领域都没有特别出色”。关于节奏，Tack和Messner都批评了接任务的体验，但觉得任务的叙述表现很好地掩盖了它们。Alexandra认为故事的某些部分受到拖累，例如在安穆·艾兰的任务，但整个剧情任务的高点远远胜过了它们。
评测者认为《暗影之逆焰》是《最终幻想XIV》从其灾难性的2010年发售到重生直至现在的复兴的巅峰。Carter表示，尽管在很大程度上遵循了《重生之境》中的套路，但这种一致性并不见得是坏事，并表示游戏“可以说是有史以来最好的游戏。”Johnson称《暗影之逆焰》是MMORPG游戏的巨人，“它遥遥领先于当代其他竞争对手，以至于完全掩盖了他们的光芒”。在2019年的获奖周期中，它作为网游获得了TGA年度最佳角色扮演游戏提名，获得了RPGFan的“最佳MMO”奖，以及PC Gamer和Massively OP的“最佳资料片奖”。IGN和PlayStation博客授予其“最佳持续运营游戏”奖项。RPGFan还授予它“年度最佳游戏”的称号。日本粉丝投票将爱梅特塞尔克选为NHK大民意调查中的第六大《最终幻想》人物。在2020年，该游戏获得了Fami通的“最佳在线游戏”奖和SXSW的“出色多人游戏”奖。